# Tizen

Tizen und dazu verwandte mobile Betriebssysteme

Vorgänger von Tizen

Tizen (/ˈtaɪzɛn/) ist ein freies Betriebssystem, das auf Linux basiert und von der Linux Foundation und LiMo Foundation ins Leben gerufen wurde. Es sollte Smartphones, Tablets, Netbooks sowie Infotainmentsysteme für Autos und TV-Hardware und Wearable Computing unterstützen. Im Jahr 2020 fand es sich hauptsächlich in Smartwatches sowie einigen Fernsehern und Kameras von Samsung.

## Geschichte
Im September 2011 kündigten Intel und die Linux Foundation an, ihren Schwerpunkt bis 2012 von MeeGo auf Tizen verlagern zu wollen. Anders als MeeGo, das primär auf die x86-Architektur, insbesondere Atom-Prozessoren, und auf die Arm-Architektur ausgerichtet war, soll Tizen plattformunabhängig und portabel sein. Im ersten Quartal 2012 erschienen die erste Tizen-Version sowie ein Entwicklungssystem.
Am 15. Januar 2012 berichtete Golem.de von einem Forbes-Bericht, nach dem Samsung und Intel an der Verschmelzung von Bada und Tizen arbeiten. Hierbei sollte es vor allem um die Unterstützung von Bada-Applikationen unter Tizen gehen.
Mitte Oktober 2012 verkündete Samsung, Bada in Intels Tizen integrieren zu wollen.
Für das 3. Quartal 2014 wurde ein Verkauf des Tizen-Smartphones Samsung Z SM-Z910F in Russland angekündigt, im August 2014 aber abgesagt.

## Versionsgeschichte
Am 30. April 2012 wurde Tizen Version 1.0, Codename Larkspur, veröffentlicht. Am 25. September 2012 folgte Version 2.0. Version 2.1, Codename Nectarine, wurde am 17. Mai 2013 veröffentlicht und Version 2.2 am 22. Juli 2013. Am 3. Juni 2014 veröffentlichte Tizen die Version 2.3 alpha.
Im September 2013 gab Samsung bekannt, das Betriebssystem Tizen für die Vernetzung von Smartphones, Fernsehern und Haushaltsgeräten weiterzuentwickeln.

## Geräte mit Tizen
Am 24. Februar 2014 gab Samsung auf dem Mobile World Congress bekannt, dass nachfolgende Generationen seiner Smartwatches ebenfalls auf Tizen basieren werden. Als erste Modelle mit Tizen wurden dabei die Smartwatch Modelle „Gear 2“ und „Gear 2 Neo“ genannt, was sich zum Verkaufsstart am 11. April 2014 dann bestätigen sollte. Beim Vorgänger-Modell dieser beiden Smartwatches, der „Galaxy Gear“, kann seit Ende Mai 2014 das original installierte Betriebssystem Android mittels eines Updates durch Tizen ersetzt werden.
Anfang Juni 2014 stellte Samsung nach gut drei Jahren Entwicklung mit dem Samsung Z SM-Z910F das erste Tizen-Smartphone vor. Samsung gab im Juni 2014 an, das Smartphone neben Russland auch „in weiteren Märkten“ verkaufen zu wollen. Chip online meldete am 1. Juli 2014, dass Samsung in Indien ein Galaxy S5 mit Tizen testet. Am 11. Juli 2014 sagte Samsung die Markteinführung des ersten Tizen-Smartphones vorläufig wieder ab. Ebenfalls abgesagt wurde der für den 10. Dezember 2014 geplante Verkaufsstart des auf Tizen basierenden Samsung Z1 in Indien, wobei je nach Quelle eine noch nicht marktfähige Reife, aber auch der relative Mangel an Apps im Vergleich zur Konkurrenz am Markt (Google mit Android, Apple mit iOS) als Grund für die Verschiebung genannt wurden. Ab dem 14. Januar 2015 war das Z1 im indischen Handel erhältlich, es wurde vom Markt jedoch nicht gut angenommen. Dessen Nachfolger, das Samsung Z3, ist seit Oktober 2015 im indischen Handel.
Ebenfalls auf Basis von Tizen laufen einige Smart-TV-Modelle von Samsung und Loewe.

## Sicherheit
Am 5. April 2017 wurde bekannt, dass bei einem Codeaudit eine Vielzahl von Sicherheitslücken gefunden wurde, darunter 40 kritische Zero-Day-Lücken.

## Versionen
| Version                                                | Veröffentlichung   | Quelle |
| ------------------------------------------------------ | ------------------ | ------ |
| 1.0                                                    | 30. April 2012     | [ 31 ] |
| 2.0                                                    | 18. Februar 2013   | [ 32 ] |
| 2.1                                                    | 18. Mai 2013       | [ 33 ] |
| 2.2                                                    | 22. Juli 2013      | [ 34 ] |
| 2.2.1                                                  | 09. November 2013  | [ 35 ] |
| 2.3                                                    | 09. Februar 2015   | [ 36 ] |
| 2.3.1                                                  | 13. November 2015  | [ 37 ] |
| 2.4                                                    | 30. Oktober 2015   | [ 38 ] |
| 3.0                                                    | 17. September 2015 | [ 39 ] |
| 3.0 M2                                                 | 18. Januar 2017    | [ 40 ] |
| 3.0 M3                                                 | 05. Juli 2017      | [ 41 ] |
| 3.0 M4                                                 | 30. November 2017  | [ 42 ] |
| 4.0 M1                                                 | 31. Mai 2017       | [ 43 ] |
| 4.0 M2                                                 | 01. November 2017  | [ 44 ] |
| 4.0 M3                                                 | 31. August 2018    | [ 45 ] |
| 5.0 M1                                                 | 31. Mai 2018       | [ 46 ] |
| 5.0 M2                                                 | 30. Oktober 2018   | [ 47 ] |
| 5.5 M1                                                 | 31. Mai 2019       | [ 48 ] |
| 5.5 M2                                                 | 30. Oktober 2019   | [ 49 ] |
| 5.5 M3                                                 | 27. August 2020    | [ 50 ] |
| 6.0 M1                                                 | 31. Mai 2020       | [ 51 ] |
| 6.0 M2                                                 | 27. Oktober 2020   | [ 52 ] |
| 6.5 M1                                                 | 31. Mai 2021       | [ 53 ] |
| 6.5 M2                                                 | 31. Oktober 2021   | [ 54 ] |
| 7.0 M1                                                 | 31. Mai 2022       | [ 55 ] |
| 7.0 M2                                                 | 31. Oktober 2022   | [ 56 ] |
| 8.0 M1                                                 | 31. Mai 2023       | [ 57 ] |
| 8.0 M2                                                 | 31. Oktober 2023   | [ 58 ] |
| 9.0 M1                                                 | 31. Mai 2024       | [ 59 ] |
| 9.0 M2                                                 | 31. Oktober 2024   | [ 60 ] |
| Legende:Alte VersionAktuelle VersionZukünftige Version |                    |        |